# Escut i bandera de Tous
L'escut i la bandera de Tous són els símbols representatius oficials de Tous, municipi del País Valencià, a la comarca de la Ribera Alta.

## Escut heràldic
L'escut de Tous té el següent blasonament:
| « | Escut quadrilong de punta redona. En camp d'atzur, un castell d'argent, maçonat i aclarit de sable, sobre ones d’argent i atzur, acostat de dues torres del mateix metall, i somat d’un sant Miquel d’or. Per timbre, corona reial oberta. | » |

## Bandera
La bandera de Tous té la següent descripció:
| « | Bandera de proporcions 2:3. Partida per meitat en baix. En la primera meitat, de blau, castell blanc o gris perla, maçonat i aclarit en negre. En la segona meitat, de roig, la figura de l’arcàngel sant Miquel. | » |

## Història
L'escut fou aprovat per Resolució de 9 de desembre de 2004, publicada en el DOGV núm. 4.922 de 12 de gener de 2005.
La bandera fou aprovada per Resolució de 22 de novembre de 2016, publicada en el DOGV núm. 7.930, de 2 de desembre de 2016.
S'hi representen el Castell de Tous i les torres del seu terme, juntament amb la referència al riu Xúquer i el patronatge de Sant Miquel.